# Asplenium blastophorum
Asplenium blastophorum là một loài thực vật có mạch trong họ Aspleniaceae. Loài này được Hieron. miêu tả khoa học đầu tiên năm 1911.